# Hymenocera picta
Hymenocera picta är en kräftdjursart som beskrevs av James Dwight Dana 1852. Hymenocera picta ingår i släktet Hymenocera och familjen Hymenoceridae. Inga underarter finns listade i Catalogue of Life.

## Bildgalleri

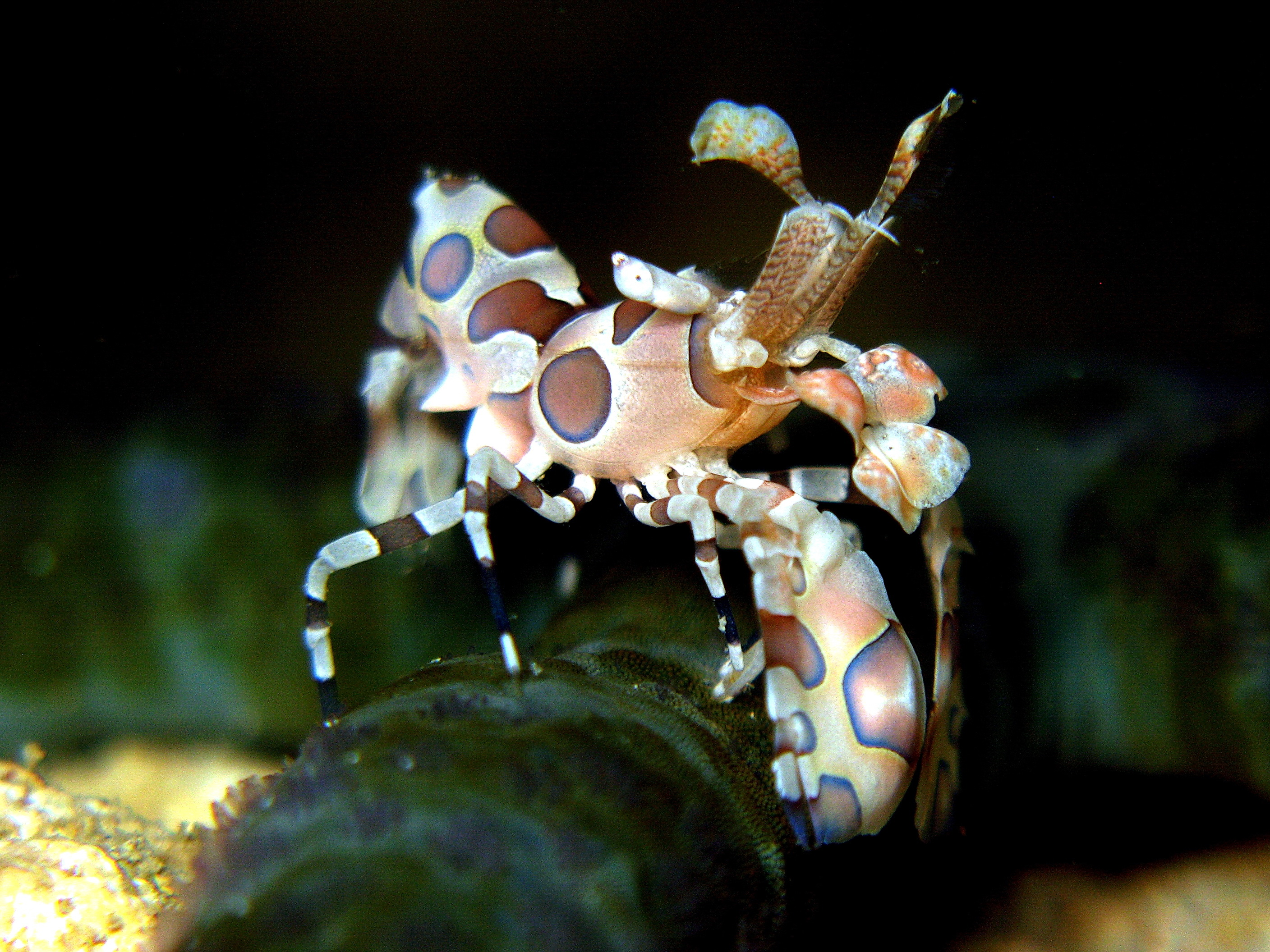